# Leyenda de Cardeña

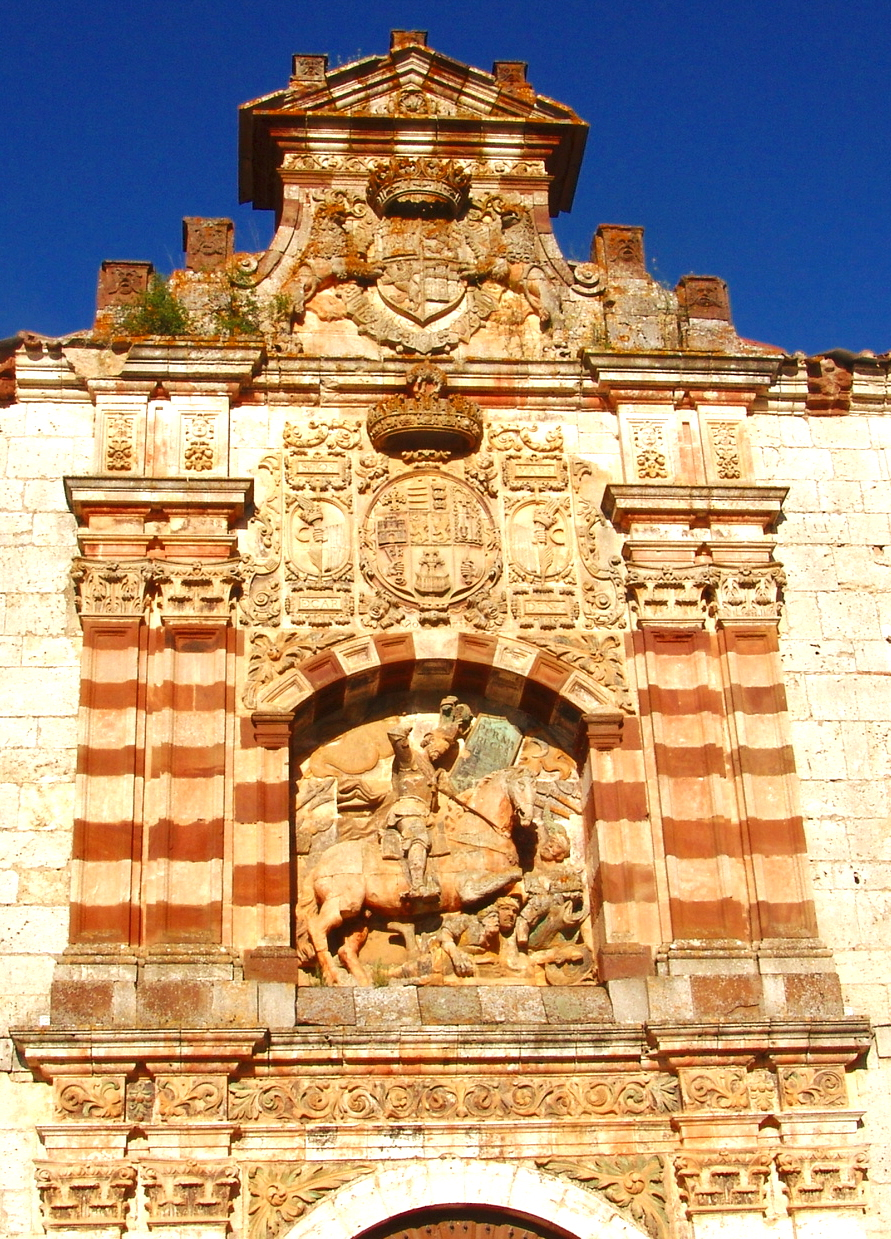
El Cid caracterizado como Santiago Matamoros en la fachada del Monasterio de San Pedro de Cardeña.

Es conocido con el nombre de Leyenda de Cardeña un conjunto de materiales narrativos legendarios sobre el Cid, especialmente relativos a los años inmediatamente posteriores a su muerte, que fueron elaborados por los monjes del monasterio de San Pedro de Cardeña a mediados del siglo XIII y pasaron a formar parte del material cronístico sobre el Cid que incorporó a partir de c. 1270 la Primera Crónica General o Estoria de España, iniciada por Alfonso X el Sabio y continuada por Sancho IV de Castilla.
La Leyenda de Cardeña tenía por objeto vincular al Cid con la abadía cardeniense en una época de decadencia de este monasterio, conexión que en vida de Rodrigo Díaz no existió, salvo en el hecho de que fue enterrado en el cenobio de Cardeña, probablemente por la urgencia ante la huida de su esposa Jimena Díaz desde su señorío levantino tras la recuperación almorávide de Valencia.
La única relación histórica en vida del noble castellano con Cardeña fue la de que el monasterio estaba situado en una zona donde Rodrigo Díaz poseía heredades, y por una ocasión coyuntural en la que el aristócrata llamado el Campeador actuó como procurador en un proceso judicial entre los monjes cardenienses y ciertos infanzones por el dominio de unos pastos, en cualquier caso una actuación debida al nombramiento de Alfonso VI para tal desempeño, y no por voluntad propia de Rodrigo Díaz.
Cuando lo habitual era que los aristócratas transfirieran bienes a los monasterios que elegían como destinatario de sus restos mortales, en el caso de Rodrigo Díaz no consta ninguna transferencia de bienes hacia el monasterio de Cardeña. Tampoco aparece en la abundante documentación del monasterio de Cardeña coetánea ninguna relación significativa del Campeador con el cenobio.

El sentido de la Leyenda de Cardeña es el de redondear una figura ya legendaria del Cid con los perfiles de cristiano ejemplar y héroe invencible, completando los huecos de su biografía real y soslayando algunos de sus hechos, que no encajaban con la visión del Cid requerida, como su servicio por cinco años a los reyes musulmanes de Zaragoza, aspecto que sí desarrolla la biografía latina llamada Historia Roderici, compuesta hacia 1190.

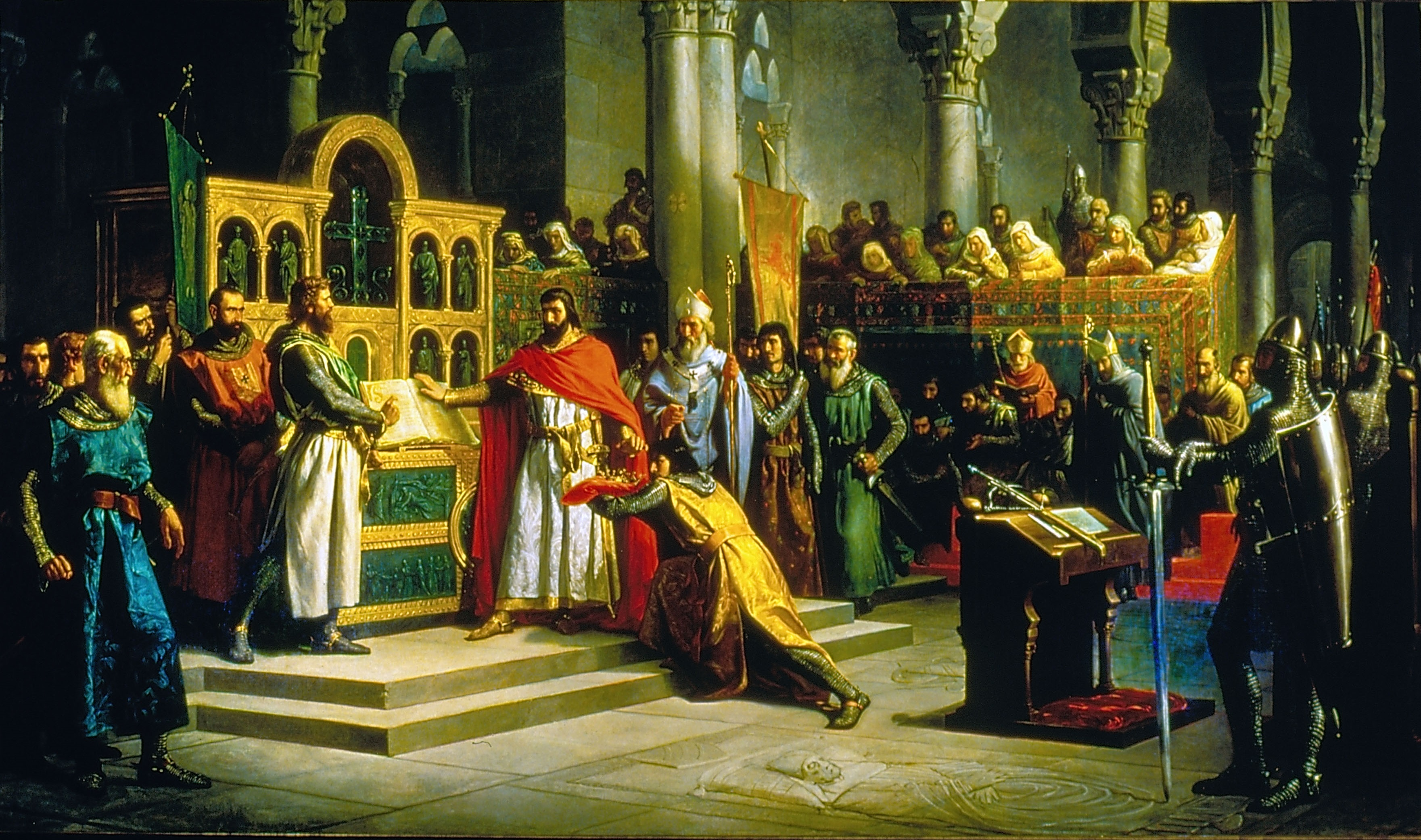
Jura de Santa Gadea, de Marcos Hiráldez de Acosta. 1864. (Palacio del Senado de España, Madrid).

Es en esta segunda mitad del siglo XIII, además, cuando se están creando importantes gestas heroicas fundacionales de la literatura medieval castellana que se vinculan con las funciones propagandísticas de unos monasterios que necesitan promocionarse. Así, el Poema de Fernán González (conde a quien se le atribuía la creación del condado de Castilla) aparece relacionado con el Monasterio de San Pedro de Arlanza; y en las vidas de San Millán y Santo Domingo de Silos de la obra de Gonzalo de Berceo, se patrocinan los monasterios riojanos homónimos.
Con este fin se elabora un relato de las peripecias de los restos del Cid tras su muerte equiparable al de las narraciones de las vidas de santos, entre cuyos episodios se incluye el de la victoria del Cid después de muerto sobre los moros gracias a la treta de colocar su cadáver sobre su caballo para hacer creer al enemigo que no había fallecido. Su figura adquiere, en las leyendas de Cardeña, tintes milagreros y carácter de deidad. Para ello este relato tomó la forma de testamento del Cid (un apócrifo o falsificación) en el que este ordenaba el embalsamamiento de sus restos mortales y el traslado a Cardeña para su reposo eterno, con las habituales mandas testamentarias en que se hacían importantes donaciones a la abadía cardeniense.
La figura del héroe castellano queda caracterizada en esta Leyenda de Cardeña como la de un fiel luchador por la fe y por el rey de Castilla, su señor natural, cuando en vida de Rodrigo Díaz, Alfonso VI era rey de León fundamentalmente, pues Castilla aún no tenía la importancia que llegará a tener con Alfonso X el Sabio y Sancho IV, cuando se componen estas leyendas cardenienses, y el concepto de «señor natural» es anacrónico para la época en que vivió el Rodrigo Díaz histórico, pues tal concepto no se consolidará hasta el siglo XIII.
También la figura de Jimena Díaz, su esposa, queda revestida del aura de beata cristiana, devota de la tumba de su esposo y benefactora de Cardeña, alejándola de su actuación como señora de Valencia y de su labor en defensa del principado establecido por su marido entre la muerte de este y 1102.